# Maçãs de Caminho
Maçãs de Caminho is een plaats (freguesia) in de Portugese gemeente Alvaiázere en telt 391 inwoners (2001).